# 贵格会修士
贵格会修士（Quakers Friars）是英格兰布里斯托尔的一座历史建筑，位于布罗德米德（Broadmead）。
此处为多明我会（黑衣修士）修道院的遗址，由莫里斯·德·冈特创建于1227年。
威尔士亲王达菲德·阿普·格鲁弗德（1282 - 1283）的长子和继承人罗埃林·阿普·格鲁弗德于1287年埋葬在这里。自1283年以来，他一直被关在附近的布里斯托城堡，死于狱中。
这座贵格会聚会所建于1747-49年，由乔治·塔利和托马斯·帕蒂设计，最近改为注册办公室。該教堂已列为I级登录建筑，又列入古代遗址名录。
威廉·佩恩于1696年在此处的更早的建筑中结婚。